# André Moufflet
André Moufflet (* 1883; † nach 1948) war ein französischer Sprachpurist.

## Leben und Werk
André Moufflet studierte Jura und promovierte 1907 in Paris mit der Arbeit Les conditions du travail dans la marine marchande. Er machte sich in den dreißiger Jahren neben André Thérive und Abel Hermant einen Namen als virulenter Sprachpurist. Das wissenschaftliche Interesse puristischer Schriften liegt in der Fülle von Beobachtungen zur (leidenschaftlich bekämpften) Veränderung (Diachronie) der Sprache. In Contre le massacre de la langue française meinte er, dass die französische Sprache durch die bloße Benutzung durch Menschen in Gefahr gebracht würde. 

## Werke
- Contre le massacre de la langue française, Éditions Privat-Didier, Paris 1930/Toulouse 1931
- La Littérature publicitaire, in: La Revue de France 1er déc. 1931, S. 476–512
- Le Style du roman-feuilleton, in: Mercure de France, 1er fév. 1931, S. 513–554
- M. Lebureau et son âme. Plaisant manuel de philosophie administrative et de psychologie bureaucratique, Paris 1933
- De quelques attentats contre la langue française, in: Mercure de France, 15 mars 1933, S. 573–603
- Encore le massacre de la langue française, Toulouse/Paris 1935
- Au secours de la langue française, Paris 1948